# 福島県立小高産業技術高等学校
福島県立小高産業技術高等学校（ふくしまけんりつ おだかさんぎょうぎじゅつこうとうがっこう）は、福島県南相馬市小高区にある県立高等学校である。

## 概要
小高商業高校と小高工業高校が統合する形での設置となる。統合開校した小高産業技術高等学校は、両校の伝統を引き継ぐとともに、福島・国際研究産業都市（イノベーション・コースト）構想や相双地方全体の復興に寄与する人材の育成を目標としている。
開校時点で、福島県内初となる文部科学省のスーパー・プロフェッショナル・ハイスクール (SPH) の指定を受けた。
小高区にある小高工業高校の元の校舎を改築して開校した。新築した実習棟には、コンビニ店内と同程度の広さで、陳列棚やレジカウンターを整備できる販売実習室を設けた。このほか、改築する工業実習棟には放射線の特性を調べる実験装置など最新の実習機器を導入。校庭については小高工業だけでなく小高商業も整備し、部活動などで使用している。また、高校生が隣接する小、中学校でものづくりを教えるなど、小中との連携も継続していく。
また、校歌の作詞を柳美里、作曲を長渕剛が行った。

## 沿革
- 2017年（平成29年）
  - 4月1日 - 開校
  - 4月3日 - 文部科学省よりスーパー・プロフェッショナル・ハイスクール (SPH) 指定[4]
  - 4月11日 - 開校式[1]。長渕剛による校歌披露[1]
  - 10月21日・22日 - 第1回煌桜祭 開催[広報 2]
  - 11月3日 - 第1回コマフェス 開催[5]
  - 11月23日‐菅野漬物食品の協力を受け「大根の藍苺漬（あいめづけ）」「チョコバナナジェラート」を発売[6]
- 2018年（平成30年）1月16日 - イオンの開発協力を受け「食べてみっせ～！ホッキ飯弁当」「ホッキ飯おにぎり」を発売[7]

## 設置学科
小高産業技術高等学校では、相双地方復興に関わる人材やイノベーション・コースト構想に関わる人材を育成するため、小高商業高等学校と小高工業高等学校に従来からあった機械科、電気科、流通ビジネス科のほか、統合に先立って2016年（平成28年）4月から機械科を1クラス増設し、工業化学科を学科改編して産業革新科（環境化学コース、電子制御コース）を設置。
また、2017年（平成29年）4月からは情報ビジネス科を学科改編して産業革新科（ICTコース、経済・金融コース）として産業革新科に追加。
- 機械科
- 電気科
- 産業革新科
  - 電子制御コース
  - 環境化学コース
  - ICTコース
  - 経済・金融コース
- 流通ビジネス科

#### 広報資料・プレスリリースなど一次資料
1. 1 2  “各学科について”.   小高産業技術高校. 2020年6月17日閲覧。
2. ↑  “一般公開”. 福島県立小高産業技術高校 (2017年10月26日). 2020年6月17日閲覧。